# Jaka Malus
Jaka Malus (* 15. Juni 1996 in Celje) ist ein slowenischer Handballspieler, der beim slowenischen Erstligisten RD Slovan Ljubljana unter Vertrag steht.

## Karriere

### Im Verein
Zunächst spielte Malus bis 2019 in Slowenien für RK Celje. In dieser Zeit gewann er mit Celje mehrfach die slowenische Meisterschaft und den slowenischen Pokal. 2019 ging er nach Belarus zu Brest GK Meschkow, mit dem er 2020 und 2021 die belarussische Meisterschaft gewann. Mit Celje und Brest spielte er in der EHF Champions League. Aufgrund des russischen Überfalls auf die Ukraine 2022 spielte er die restliche Saison 2021/22 in Spanien für Balonmano Sinfín. Nach der Saison wechselte er im Sommer 2022 zum deutschen Bundesligisten Frisch Auf Göppingen. Zwei Jahre später schloss er sich dem slowenischen Erstligisten RD Slovan Ljubljana an. Mit Ljubljana gewann er 2025 die slowenische Meisterschaft.

### In Auswahlmannschaften
Beim Europäischen Olympischen Jugendfestival 2013 und bei den Olympischen Jugend-Sommerspielen 2014 gewann er jeweils mit der slowenischen Jugend-Nationalmannschaft die Goldmedaille. Weiter gewann er mit Slowenien die Silbermedaille bei der U19-Weltmeisterschaft 2015. Bisher absolvierte er elf Spiele für die A-Nationalmannschaft.